# Dżuryn (gmina)
Dżuryn (1941–1944 Dżuryń)– dawna gmina wiejska w powiecie czortkowskim województwa tarnopolskiego II Rzeczypospolitej. Siedzibą gminy był Dżuryn.
Gminę utworzono 1 sierpnia 1934 r. w ramach reformy na podstawie ustawy scaleniowej z dotychczasowych gmin wiejskich: Bartoszówka, Dżuryn, Połowce-Kolonja i Słobódka Dżuryńska.
Od września 1939 do lipca 1941 gmina znajdowała się pod okupacją ZSRR, a 1 sierpnia 1941 weszła w skład Generalnego Gubernatorstwa i nowo utworzonego dystryktu Galicja. Gmina przynależała odtąd do powiatu czortkowskiego (Kreishauptmannschaft Czortków). Przyłączono do niej wówczas obszar zlikwidowanej gminy Pauszówka (gromady Bazar, Krzywołuka, Pauszówka i Połowce), po czym gmina Dżuryń liczyła 9933 mieszkańców.
Po II wojnie światowej obszar gminy znalazł się w ZSRR.